# Reichsverkehrsministerium

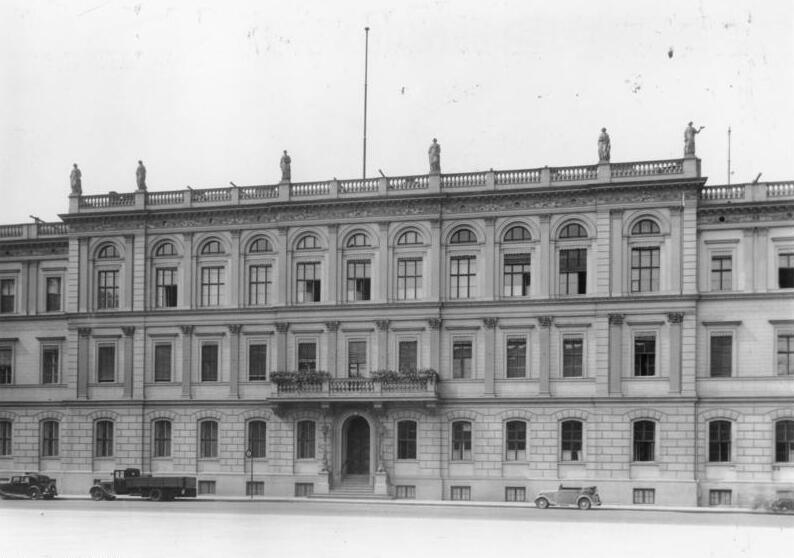
Das Reichsverkehrsministerium am Wilhelmplatz in Berlin (1937), Aufnahme aus dem Bundesarchiv

Das Reichsverkehrsministerium entstand 1919. Es befand sich in Berlin-Mitte (W 8) an der Voßstraße 35. Diese Gebäude wurden zusammen mit den angrenzenden Gebäuden des Handelsministeriums Wilhelmstraße 79–80 ab 1919 durch Reichsbahn und Reichsverkehrsministerium genutzt. Aufgrund der zunehmenden Bombardierung der Reichshauptstadt durch alliierte Bomberflotten befand sich eine Ausweichstelle (Deckname: Fischerhütte) ab Mitte 1944 bis zum Kriegsende bei Groß Köris.
Das Reichsverkehrsministerium war unter anderem für den Transport der europäischen Juden in die Vernichtungslager verantwortlich. Das dafür zuständige Referat 21 „Massenbeförderung“ in der Betriebs- und Bauabteilung kooperierte eng mit dem Reichssicherheitshauptamt.

## Liste der Reichsverkehrsminister
| Name                    | Amtsantritt      | Ende der Amtszeit | Partei                           | Kabinett                                         |
| ----------------------- | ---------------- | ----------------- | -------------------------------- | ------------------------------------------------ |
| Johannes Bell           | 13. Februar 1919 | 1. Mai 1920       | Zentrum                          | Scheidemann, Bauer, Müller I                     |
| Gustav Bauer            | 2. Mai 1920      | 21. Juni 1920     | SPD                              | Müller I                                         |
| Wilhelm Groener         | 25. Juni 1920    | 12. August 1923   | Parteilos                        | Fehrenbach, Wirth I & II, Cuno                   |
| Rudolf Oeser            | 13. August 1923  | 11. Oktober 1924  | DDP                              | Stresemann I & II, Marx I & II                   |
| Rudolf Krohne           | 12. Oktober 1924 | 17. Dezember 1926 | DVP                              | Marx II, Brüning I & II, Luther I & II, Marx III |
| Wilhelm Koch            | 28. Januar 1927  | 12. Juni 1928     | DNVP                             | Marx IV                                          |
| Theodor von Guérard (1) | 27. Juni 1928    | 6. Februar 1929   | Zentrum                          | Müller II                                        |
| Georg Schätzel          | 7. Februar 1929  | 12. April 1929    | BVP                              | Müller II                                        |
| Adam Stegerwald         | 13. April 1929   | 27. März 1930     | Zentrum                          | Müller II                                        |
| Theodor von Guérard (2) | 30. März 1930    | 7. Oktober 1931   | Zentrum                          | Brüning I                                        |
| Gottfried Treviranus    | 9. Oktober 1931  | 30. Mai 1932      | KVP                              | Brüning II                                       |
| Paul von Eltz-Rübenach  | 1. Juni 1932     | 2. Februar 1937   | Parteilos                        | Papen, Schleicher, Hitler                        |
| Julius Dorpmüller       | 2. Februar 1937  | 23. Mai 1945      | bis Januar 1941 parteilos, NSDAP | Hitler, Schwerin von Krosigk                     |

## Staatssekretäre
- Max Peters (1919–1920), Leiter der Wasserstraßen-Abteilung
- Karl von Stieler (1919–1923)
- Paul Kirschstein (1920–1924), Leiter der Wasserstraßen-Abteilung
- Georg Bodenstein (1920–1924), Leiter der Zweigstelle Preußen-Hessen
- Max Kumbier (1921–1924), Leiter der eisenbahntechnischen Abteilung
- Johannes Vogt (1923–1924)
- Rudolf Krohne (1923–1924)
- Friedrich Wilhelm Gutbrod (1926–1932)
- Gustav Koenigs (1931–1940)
- Wilhelm Kleinmann (1937–1942)
- Albert Ganzenmüller (1942–1945)

## Struktur
Bis zum Dawes-Plan umfasste das Reichsverkehrsministerium außer den Abteilungen für Kraftverkehr und Schifffahrt die vom angegliederten Reichseisenbahnamt (REA) übernommene Aufsicht über die Staatsbahnen der Länder, die zum 1. April 1920 als Deutsche Reichseisenbahnen in den Besitz des Reiches übergegangen waren, wie auch die Verwaltung des Bahnbetriebs selber. Infolge des Dawes-Plans wurden die Eisenbahnen des Reichs in der 1924 gegründeten Deutschen Reichsbahn-Gesellschaft (DRG) zu einem einzigen privatwirtschaftlichen Betrieb in Staatsbesitz zusammengefasst, der den größten Teil des Eisenbahnverkehrs in Deutschland übernahm. Danach verblieb im RVM lediglich die eisenbahnrechtliche Aufsicht.
Anfang 1932 wurde das RVM in insgesamt fünf Abteilungen gegliedert, die jeweils von Ministerialdirektoren geleitet wurden:
- Luftfahrt (L, Leitung Ernst Brandenburg)
- Kraftverkehr und Schifffahrt (K, Leitung Ulrich Stapenhorst)
- Wasserbautechnik (W, Leitung Johannes Gährs)
- Eisenbahn-Verwaltungsabteilung (E I, Leitung Eduard Vogel)
- Eisenbahntechnische Abteilung (E II, Leitung Karl Knaut)

Mit der Gründung des Reichsluftfahrtministeriums am 5. Mai 1933 verlor das Reichsverkehrsministerium die Zuständigkeit und damit auch die Abteilung für Luftfahrt. Die Abteilung für Kraftverkehr und Schifffahrt, die durch Stapenhorsts Wechsel als Regierungspräsident nach Hannover frei wurde, wurde in zwei getrennte Abteilungen aufgeteilt, erstere übernahm der bisherige Leiter der Abteilung für Luftfahrt, Ernst Brandenburg. Leiter der Schiffahrtabteilung wurde Erich Klausener. Nach Klauseners Ermordung während des sogenannten Röhm-Putsches am 30. Juni 1934 erhielt die Abteilung erst Anfang 1935 mit Max Waldeck einen neuen Abteilungsleiter. Im gleichen Jahr wurden die beiden Eisenbahnabteilungen zusammengelegt, nachdem der Leiter der Verwaltungsabteilung in Ruhestand gegangen war. Ab dem 20. März 1935 firmierte der Reichsverkehrsminister als „Der Reichs- und Preußische Verkehrsminister“, nachdem die entsprechenden Aufgaben aus dem preußischen Verkehrsministerium übernommen worden waren. Hinzu kamen weitere verkehrliche Aufgaben aus dem Wirtschafts- und Landwirtschaftsministerium.
Mit dem Gesetz zur Neuregelung der Verhältnisse der Reichsbank und der Deutschen Reichsbahn vom 30. Januar 1937 wurde die Reichsbahn-Gesellschaft unter Reichshoheit gestellt und erhielt den Namen „Deutsche Reichsbahn“. Die Reichsbahnvorstände wurden (unter Beibehaltung ihrer Funktionen im Vorstand der Reichsbahn) als Abteilungsleiter im Range von Ministerialdirektoren ins Ministerium übernommen, womit die Zahl der Abteilungen deutlich zunahm:
- Verkehrs- und Tarifabteilung (E I, Leitung Paul Treibe)
- Betriebs- und Bauabteilung (E II, Leitung Max Leibbrand)
- Maschinentechnische und Einkaufsabteilung (E III, Leitung Werner Bergmann)
- Finanz- und Rechtsabteilung (E IV, Leitung Alfred Prang)
- Personalabteilung (E V, Leitung Hermann Osthoff)
- Kraftverkehr (K, Leitung Ernst Brandenburg)
- See- und Binnenschifffahrt (S, Leitung Max Waldeck)
- Wasserbautechnik (W, Leitung Johannes Gährs)

Dem Staatssekretär Gustav Koenigs unterstanden die Abteilungen K, S und W. Die Eisenbahn-Abteilungen E I bis E V unterstanden Staatssekretär Wilhelm Kleinmann, der auch für zwei nicht einer Abteilung zugeordnete Gruppen zuständig war:
- Gruppe A, Allgemeine Gruppe, für Personalfragen der höheren Beamten, internationale Angelegenheiten, Kabinettsangelegenheiten, Propaganda (Leitung Theodor Kittel)
- Gruppe L, Landesverteidigung und Eisenbahnwehrmachtliche Angelegenheiten (Leitung Friedrich Ebeling)

Bis zum Ende des Zweiten Weltkriegs veränderte sich die Struktur nur mehr unwesentlich. 1940 wurde nach dem Rücktritt von Gustav Koenigs die Abteilung für See- und Binnenschifffahrt aufgeteilt, die neuen Abteilungen S I (Wirtschaftliche Führung der Seefahrt) und S II (Verbindung Seeschifffahrt-Marine) wurden dem Unterstaatssekretär Paul Wülfing von Ditten unterstellt, die Abteilung B leitete weiterhin Max Waldeck. Bereits 1939 neu eingerichtet und aus der Abteilung E II abgespalten wurde zudem eine Eisenbahn-Bauabteilung (E VI, Leitung Willy Meilicke), von 1940 bis 1942 durch eine zweite Bauabteilung E VII verstärkt.
In der Betriebs- und Bauabteilung E II angesiedelt war das Referat 21 „Massenbeförderung“, das ab 1940 neben seinen bisherigen Aufgaben auch für die Organisation und Fahrplanung der von der SS bestellten Sonderzüge zur Deportation von Juden aus Deutschland zuständig war. Damit war das Reichsverkehrsministerium verantwortlich für einen wesentlichen Teil des Holocaust.

## Gebäude

### Bis 1945
Seit 1937 wurde auch das Haus Leipziger Straße 125 vom Reichsverkehrsministerium genutzt. Das Haus Voßstraße 33 war in den 1930er Jahren Sitz der Deutschen Reichsbahn und wurde 1940 ebenfalls vom Reichsverkehrsministerium übernommen. Beide Häuser überstanden den Zweiten Weltkrieg und stehen heute unter Denkmalschutz.
Die Keller der Gebäude wurden zu Luftschutzeinrichtungen ausgebaut, es gab einen Durchschlupf zum U-Bahn-Tunnel der Linie U2. Unter einem der Höfe errichtete man 1940 einen massiven Luftschutzbunker.

### Nutzung nach 1945
Bis 1990 nutzte die Hauptverwaltung für Eisenbahnen als Teil des Verkehrsministeriums der DDR das Gelände. In der Leipziger Straße 125 befanden sich neben einem Reisebüro eine Bibliothek sowie medizinische Einrichtungen.
Von 1990 bis 1996 hatte hier das hauptsächlich im Gleisbau tätige westdeutsche Bauunternehmen „Hermann Koehne“ seinen Sitz.

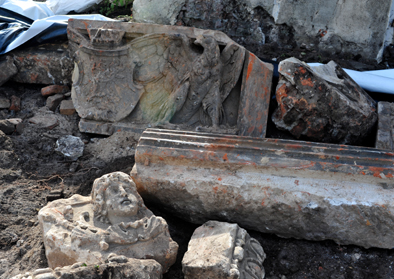
Fragmente der historischen Fassade Voßstraße

### Gelände heute
Seit 1996 standen die Gebäude leer und verfielen. Einige Jahre wurden im Haus Voßstraße 33 illegale Partys veranstaltet. Ab 2004 nutzte das „Kunst- und Kulturhaus Voßstraße e. V.“ das Gebäude als Galerie und Veranstaltungsort.
Im April 2012 kaufte der Berliner Investor Harald G. Huth das etwa 10.000 m² große Grundstück des ehemaligen Reichsverkehrsministeriums zwischen Leipziger Straße, Wilhelmstraße und Voßstraße. Im September 2012 begann der Abriss noch vorhandener Gebäudeteile, der Kelleranlagen an der Wilhelmstraße, der verschütteten Kellerreste an der Voßstraße sowie des Luftschutz-Bunkers. Die Häuser Leipziger Straße 125 und Voßstraße 33 sowie die Fassade des angebauten Seitenflügels blieben erhalten.
Bis zum Frühjahr 2014 entstanden ein riesiger Komplex aus Verkaufsflächen, Büros sowie Wohnungen.